# Al-Birwa
Al-Birwa (en arabe : البروة, parfois al-Birweh) était un village du sous-district d'Acre en Palestine mandataire, situé à 10,5 km à l’est d’Acre (Akka).
Mentionné au milieu du XIe siècle par le savant persanophone Nasir e Khosraw, le village était connu des Croisés sous le nom de "Broet". Il appartenait au sultanat mamelouk à la fin du XIIIe siècle, puis, à partir du XVIe siècle, à l’Empire ottoman. Les récits de voyage du XIXe siècle indiquent que al-Birwa possédait une mosquée, une église et une école élémentaire pour garçons (celle pour filles fut construite en 1942).
Pendant la période de la Palestine mandataire, al-Birwa abritait des médiateurs locaux qui assuraient le règlement des différends dans les villages voisins. Il devint un centre d’opérations pour les rebelles pendant la révolte de 1936-1939 contre les Britanniques. Au début des années 1940, de nombreux cultivateurs du village, endettés, avaient perdu leurs terres et s’étaient tournés vers des emplois dans les cités proches, comme Haïfa. Cependant, une majorité des résidents, des deux sexes, poursuivaient leurs activités agricoles, vendant des olives, des céréales et d’autres produits dans les marchés d’Acre. En 1945, al-Birwa comptait 1 460 habitants, en majorité musulmans mais avec une importante minorité chrétienne ; ses terres couvraient 13 542 dounams (13,5 km2).
Au cours du mois de juin 1948, al-Birwa fut pris par les Israéliens, puis repris par sa milice locale, enfin définitivement occupé par les Israéliens. Ses habitants, parmi lesquels se trouvait le futur poète Mahmoud Darwish, s’enfuirent vers d’autres villages ou vers le Liban. Des communautés juives, Yas'ur et Alihud, s’établirent en 1949 et 1950 sur les terres de l’ancien village.

## Histoire

### Périodes antique et médiévale
Une butte, nommée Tel Birwa (ou Tel Berweh), et située à 1,6 km de l'emplacement du village d'al-Birwa, abonde en tessons de poterie gréco-romaine. Elle mesure environ 600 pas de circonférence au sommet et 23 m de haut. Cet emplacement semble donc avoir été occupé jusqu'à l'époque romaine, où il a dû être abandonné, puisqu'il ne s'y trouve pas de poterie spécifiquement arabe. En ce qui concerne l'emplacement du village arabe lui-même, des fouilles de sauvetage menées en octobre 2002 à l'initiative de la direction israélienne des antiquités y ont mis au jour de nombreuses poteries de la période romaine tardive, une pièce de bronze du premier ou deuxième siècle, des restes d'une ancienne presse à olives, des récipients en verre (des gobelets à vin et des bouteilles) datant de la période byzantine et de la période omeyyade (VIIe siècle et première moitié du VIIIe siècle), ainsi qu'une citerne d'eau souterraine. Quelques tessons de poterie datant des périodes des croisades et du sultanat mamelouk y ont aussi été retrouvés.
Al-Birwa est mentionné en 1047, durant le califat fatimide, lorsque le village reçoit la visite du géographe et philosophe persanophone Nasir e Khosraw. Il le dit « entre Acre et Al-Damun » et raconte y avoir visité les tombes de Siméon et de Ésaü. Les Croisés prirent le contrôle de la Palestine en 1099. Ils se réfèrent à al-Birwa sous le nom de "Broet". En 1253, Jean l'Aleman, le croisé seigneur de Césarée, vendit al-Birwa et d'autres villages aux Hospitaliers. En 1283, Al-Birwa est mentionné comme partie du domaine des Croisés pendant la trève entre ces derniers, basés à Acre, et le sultan mamelouk Al-Mansûr Sayf ad-Dîn Qala'ûn al-Alfi. À la fin du XIIIe siècle, les mamelouks conquirent les derniers avant-postes croisés le long de la côte septentrionale de la Palestine .

### Période ottomane
Al-Birwa passe sous domination ottomane en 1517, comme toute la région. En 1596, al-Birwa est un petit village du nahié (sous-district) d'Akka dans le sandjak de Safed, avec une population de 121 résidents, selon les registres fiscaux de cette année-là. Il paie des impôts sur le blé, l’orge, les fruits, les chèvres et les ruches,. Une carte du cartographe français Pierre Jacotin, élaborée en 1799 lors de la campagne d’Égypte, montre un village, appelé Beroweh, mais à un emplacement incorrect.
Au XIXe siècle, al-Birwa s'est beaucoup agrandi : en 1859, le consul britannique Edward T. Rogers y enregistre 900 habitants environ, mais un recensement de 1887 en indique en fait 755, dont 650 musulmans et 105 chrétiens. Le village figure dans plusieurs récits de voyage en Palestine. Il possède un puits dans sa partie sud, et, au nord, se trouvent « de belles oliveraies et des champs de blé féconds », ainsi les décrit un voyageur occidental au milieu du siècle. Le bibliste américain Edward Robinson, de passage à al-Birwa en 1852, indique qu'il est un des 18 villages de Palestine doté d'une église chrétienne (orthodoxe) en fonction. L'explorateur français, Victor Guérin, qui visite quant à lui le village en 1875, y décrit les chrétiens de Birwa comme orthodoxes, et note qu'ils ont une église assez récente. En 1888, les Ottomans y construisent une école élémentaire pour garçons.

### Mandat britannique
Les forces armées britanniques chassèrent les Ottomans de Palestine en 1917, au cours de la Première Guerre mondiale et en 1920 fut établi le mandat britannique en Palestine. Dans le recensement de 1922, al-Birwa était doté d'une population de 807 personnes, dont 735 musulmans et 72 chrétiens. Les chrétiens étaient principalement orthodoxes, avec 5 anglicans. En 1931, la population se montait à 996 habitants (525 hommes et 471 femmes), dont 904 étaient musulmans et 92 chrétiens ; il y avait au total 224 maisons occupées. Dans les années 1930, les toits en ciment devinrent courants dans le village qui prit de l'expansion.
Un certain nombre d'habitants d'al-Birwa participèrent à la révolte de 1936–1939 contre le gouvernement britannique et l'immigration massive de juifs en Palestine. Un des chefs de la révolte pour la région de Nazareth-Tiberias, le cheikh Yihya Hawash, était originaire d'al-Birwa. Il fut arrêté par les Britanniques et condamné à la prison à vie. Les Britanniques exécutèrent aussi huit résidents d'al-Birwa qui avaient participé à la révolte. On peut citer parmi les chefs ou les acteurs de la révolte originaires d'al-Birwa, les noms d'Asad Atallah, Mahmoud al-Joudi, Saleh Mahmoud Me'ari-Abu Sa'ud, Abd al-Hamid Daher Me'ari, Muhammad al-Hajj Ali, Yusef Taha, Fadil Eid, Yousif Mai et Abbas al-Shattawi. Des femmes du village y participèrent également en apportant des armes, de l'eau et de la nourriture aux rebelles positionnés dans les collines alentour. Interviewés en 2003-2004, des réfugiés d'al-Birwa rapportèrent que, pendant la révolte, en août 1937, des rebelles locaux avaient installé une mine qui frappa une jeep militaire britannique sur une route adjacente à al-Birwa. Des mesures de représailles furent alors prises par les Britanniques contre le village ; on se souvient en particulier que les autorités britanniques rassemblèrent des hommes d'al-Birwa, les forcèrent à couper des cactus près d'Acre, puis à s'asseoir dessus.
Dans les années 1940, al-Birwa possédait trois presses d'extraction d'huile d'olive, une mosquée, une église et environ 300 maisons. En plus de l'école élémentaire pour garçons héritée de la période ottomane, une école élémentaire pour filles fut établie en 1943. À cette époque, beaucoup d'habitants, endettés, avaient perdu tout ou partie de leurs terres et les hommes et les femmes du village travaillèrent de plus en plus dans des projets publics, comme les constructions de routes ou la raffinerie d'huile de Haïfa, ou dans des établissements militaires britanniques, pour compenser leurs pertes de revenus. Cependant, la source principale de revenus restait l'agriculture, le village cultivant principalement les olives, le blé, l'orge, le sésame et les pastèques. En 1944-1945, les résidents possédaient au total 600 têtes de bétail, 3 000 chèvres et 1 000 volailles. Les femmes, en particulier les jeunes femmes de familles dotées de peu de terre, participaient avec les hommes de leurs familles au travail des champs, tandis que celles issues de familles sans terre gagnaient leur vie grâce à des travaux saisonniers dans les champs d'autres habitants du village. Il y avait une division générale du travail fondée sur le genre : les femmes collectaient l'eau du puits ou les herbes, élevaient le bétail, préparaient le lait caillé, transportaient des produits aux marchés à Acre ; les hommes labouraient et semaient les graines. Hommes et femmes participaient de concert à la récolte des olives et aux moissons. Sur les 13,542 km2 du village, 10,452 km2 étaient constitués de terres cultivables, dont 8,888 km2 consacrées aux céréales (une autre source indique 8,457 km2) et 1,55 km2 à des vergers et oliveraies.
Le village, sur une colline rocheuse dominant la plaine d'Acre, était situé à l'intersection de deux routes, l'une conduisant à Ace, l'autre à Haïfa. Les localités les plus proches étaient Al-Damun au sud, Jadeidi-Makr (en) au nord-ouest, Julis (en) au nord, Sha'ab (en) à l'est et Majd al-Kurum (en) au nord-est.
En 1945, al-Birwa atteignait une population de 1 460 personnes,, de religion musulmane en majorité, et 130 personnes de religion chrétienne,. Le statut socio-économique était largement déterminé par la propriété de terres. Environ 140 résidents du village étaient des métayers travaillant pour les familles Moughrabi, al-Zayyat ou Adlabi, des familles de propriétaires importants. Selon les informations recueillies par le Haganah, les médiateurs traditionnels de Galilée centrale étaient des résidents d'al-Birwa, qui « résolvaient tous les conflits dans les villages avoisinants » ; selon la même source, les habitants du village avaient une grande longévité, « la majorité atteignant un âge de plus de cent ans ».

## La guerre de 1948
Les forces israéliennes de la brigade Carmeli s'emparèrent d'al-Briwa et des positions en surplomb le 11 juin 1948 dans le cadre de l'opération Ben-Ami, un jour avant la première trêve de la guerre israélo-arabe de 1948-1949.
Pendant le combat, 45 habitants âgés se cachèrent dans l'église avec le prêtre. Les défenseurs du village se rendirent après des pertes humaines et l'épuisement de leurs munitions, et les habitants se réfugièrent dans les villages voisins pendant 13 jours,. Les heurts continuèrent malgré tout pendant la trêve : 96 hommes du village armés de fusils, autant avec d'autres armes, comme des haches, des pioches, des bâtons, et des femmes sans armes, portant de l'eau pour aider les blessés, se rassemblèrent près de la ligne de front de l'armée de libération arabe (ALA). Cette milice improvisée prit par surprise la petite troupe des soldats de la Haganah (qui avait été intégrée aux forces de défense israéliennes le 26 mai) et les força à se retirer à un kilomètre à l'ouest d'al-Birwa. Après cela, les habitants d'al-Birwa moissonnèrent leurs champs. Ils restèrent dans le village jusqu'au 24 juin, lorsque les chefs de l'ALA leur suggérèrent de rejoindre leurs familles dans des villages à proximité. Les miliciens affirmèrent que l'ALA n'intervint pas pendant les heurts parce qu'ils n'avaient pas reçu d'ordre en ce sens de la part de leurs supérieurs.
Les Israéliens annoncèrent qu'ils avaient battu les unités de l'ALA dans la zone, faisant une centaine de victimes le 25 juin. The New York Times rapporta qu'il y avait eu des combats pendant deux jours dans le village et que les observateurs des Nations Unies enquêtaient sur ces violations de la trêve. Il ajouta qu'« une petite garnison tenait al-Birwa avant la première trève », mais que le village était tombé aux mains des troupes de l'ALA basées à Nazareth qui avait lancé une attaque surprise. Certains habitants campèrent en bordure du village et réussirent à l'occasion à y entrer pour rassembler des affaires personnelles. Après la fin de la première trêve mi-juillet, al-Birwa fut réoccupé par Israël au cours de l'Opération Dekel. L'ALA combattit encore les Israéliens avec l'objectif de reprendre al-Birwa, mais le 18 juillet, le village était fermement derrière les lignes israéliennes.

## Après la guerre
Le 20 août 1948, le Fonds national juif appela à construire sur une partie des terres d'al-Birwa et le 6 janvier 1949, un kibboutz, Yas'ur,y fut établi. En 1950, le moshav de Ahihud fut inauguré sur la partie ouest des terres du village. Selon l'historien palestinien Walid Khalidi, une des écoles d'al-Birwa, deux sanctuaires de sages locaux, et trois maisons demeuraient en 1982. Un des sanctuaires était surmonté d'un dôme et construit en pierres. La plupart des structures se trouvaient au milieu des cactus, des mauvaises herbes, de bosquets d'oliviers et de figuiers, et de mûriers. La plupart des habitants d'al-Birwa avaient fui vers des villes et des villages arabes à proximité, comme Tamra, Kabul (Israël) (en), Jadeidi-Makr (en), Kafr Yasif ou d'autres localités. Certains s'étaient enfuis au Liban, finissant dans le camp de réfugiés de Chatila, dans la banlieue de Beyrouth, où l'historien palestinien Nafez Nazzal les interviewa en 1973. Parmi les réfugiés d'al-Birwa se trouvait Mahmoud Darwish, né  en 1941 dans le village où il passa une partie de son enfance.
En 1950, Tawfik Toubi, un citoyen arabe d'Israël, membre de la Knesset, y souleva la question des déplacés intérieurs d'al-Birwa, demandant qu'ils soient autorisés à retourner dans leurs maisons. Le Premier Ministre d'alors, David Ben Gourion, refusa, affirmant que « les faits étaient présentés de manière inexacte. Birwa est un village abandonné qui a été détruit au cours du combat. Ses habitants coopéraient avec les gangs de Kaukji. Les Forces de défense israéliennes et le gouvernement ne les ont pas traités comme ils le méritaient, mais leur ont permis de rester dans des villages à proximité de Birwa et de devenir résidents d'Israël. Le gouvernement d'Israël les traite comme il le fait des autres résidents d'Israël et de ceux manquant de moyens de subsistance. Une organisation spéciale a été établie pour gérer ces réfugiés, les réinstaller et les réhabiliter, mais pas nécessairement dans leurs anciens villages, et la réinstallation des réfugiés à Nazareth a déjà commencé, ». En décembre 1951, le site du village fut déclaré zone militaire fermée.